# 鲁莫
鲁莫（義大利語：Rumo），是意大利特伦托自治省的一个市镇。总面积30平方公里，人口835人，人口密度27.8人/平方公里（2009年）。ISTAT代码为022163。